# Lê Đại Hành (phường)
Lê Đại Hành là một phường thuộc quận Hai Bà Trưng, thành phố Hà Nội, Việt Nam.
Phường Lê Đại Hành có diện tích 0,86 km², dân số năm 2021 là 9.493 người, mật độ dân số đạt 11.038 người/km².